# More Blues on the South Side
More Blues on the South Side — дебютний студійний альбом американського блюзового музиканта Біллі Бой Арнольда, випущений у 1964 році лейблом Prestige. 

## Опис
Матеріал альбому був записаний за один день, 30 грудня 1963 року, в Чикаго і був випущений на лейблі Prestige Records наступного року. Арнольду (вокал, губна гармоніка) акомпанували гітарист Майті Джо Янг, піаніст Лафаєтт Лік, басист Джером Арнольд (брат Біллі Боя, який отримав визнання у гурті Хауліна Вульфа і стане відомим як член першого складу гурту Пола Баттерфілда), і ударник Джуніор Блекмон.
На оригінальному LP вийшли 12 композицій (бонус-трек, інструментальна «Playing with the Blues», був доданий на CD-перевиданні і раніше не видавався). Окрім кавер-версій «Goin' by the River» Джиммі Ріда, «I'll Forget About You» Джуніора Паркера і «Get Out of Here» Б.Б. Кінга, також виділяються і власні композиції Арнольда «You Don't Love Me No More» і «Billy Boy's Blues».
У 1964 році Bluesville (дочірній лейбл Prestige) випустив «You're My Girl»/«School Time» на синглі. 7 січня 1964 року Гоумсік Джеймс записав на Prestige альбом під назвою Blues on the South Side.

## Список композицій
1. «School Time» (Біллі Бой Арнольд) — 2:25
2. «Goin' by the River» (Джиммі Рід) — 2:20
3. «You Don't Love Me No More» (Біллі Бой Арнольд) — 2:30
4. «You're My Girl» (Біллі Бой Арнольд) — 3:00
5. «Oh Baby» (Біллі Бой Арнольд) — 2:30
6. «Evaleena» (Біллі Бой Арнольд) — 2:30
7. «I Love Only You» (Біллі Бой Арнольд) — 2:25
8. «Two Drinks of Wine» (Біллі Бой Арнольд) — 3:10
9. «I'll Forget About You» (Джуніор Паркер) — 2:14
10. «Billy Boy's Blues» (Біллі Бой Арнольд) — 2:45
11. «You Better Cut That Out» (Біллі Бой Арнольд) — 2:45
12. «Get Out of Here» (Б.Б. Кінг) — 2:25
13. «Playing with the Blues» (Рут Мак-Гі) — 2:44*

* — бонус-трек CD-перевидання (раніше не випускався)

## Учасники запису
- Біллі Бой Арнольд — вокал, губна гармоніка
- Майті Джо Янг — гітара
- Лафаєтт Лік — фортепіано
- Джером Арнольд — бас
- Джуніор Блекмон — ударні

Технічний персонал
- Сем Чартерс — продюсер
- Піт Велдінг — текст до обкладинки